# RCN Radio
RCN Radio (Radio Cadena Nacional, "National Radio Network" in het Nederlands: Nationaal Netwerk Radio) is een van de belangrijkste radionetwerken in Colombia, opgericht in 1949 met de integratie van Radio Pacífico (Cali), La Voz de Medellín van Emisora de Nueva Granada (Bogotá).

## Netwerken en radioformules
- RCN La Radio (voorheen Cadena Básica RCN): het hoofdnetwerk dat nieuws, variëteit en sport uitzendt. De frequentie is: 93,9 FM
- La FM: mix van nieuws en muziek in FM. Opgericht in 1996. De frequentie is: 94,9 FM
- Antena 2: sport. Opgericht begin jaren tachtig. De frequentie is: 650 AM
- La Mega: jeugdprogrammering, Top 40. Opgericht begin jaren negentig. De frequentie is: 90,9 FM
- Amor Estéreo (voorheen La cadena del amor): balada in het Spaans. De frequentie is: 1340 AM
- Radio Uno: aanvankelijk een AM-zender gespecialiseerd in vallenato. In 2005 verhuisde het naar FM met een mix van tropische muziek, met rancheras van baladas in het Spaans. De frequentie is: 88,9 FM
- Rumba Estéreo: tropische muziek (salsa, merengue van vallenato), schakelde in de jaren 2000 over op reggaeton. De frequentie is: 104.4 FM
- Bolero Estéreo: gespecialiseerd in bolero, sinds de jaren 2000 alleen online. (Niet vaak)

| City                                                   | Department                                 | AM frequency | FM frequency |
| ------------------------------------------------------ | ------------------------------------------ | ------------ | ------------ |
| Bogotá                                                 | Cundinamarca                               | 770          | 93.9         |
| Medellín                                               | Antioquia                                  | 990          | 94.4         |
| Cali                                                   | Valle del Cauca                            | 980          | 98.0         |
| Barranquilla                                           | Atlántico                                  | 760          |              |
| Bucaramanga                                            | Santander                                  | 800          |              |
| Pereira                                                | Risaralda                                  | 1020         |              |
| Cartagena                                              | Bolívar                                    | 1000         |              |
| Santa Marta                                            | Magdalena                                  | 640          |              |
| Cúcuta                                                 | Norte de Santander                         | 940          |              |
| Manizales                                              | Caldas                                     | 1060         |              |
| Armenia                                                | Quindío                                    | 1240         |              |
| Pasto                                                  | Nariño                                     | 1340         |              |
| Popayán                                                | Cauca                                      | 1370         |              |
| Ibagué                                                 | Tolima                                     | 1180         |              |
| Tunja                                                  | Boyacá                                     | 1380         |              |
| Villavicencio                                          | Meta                                       | 1110         |              |
| San Andrés                                             | San Andrés, Providencia and Santa Catalina | 910          |              |
| Valledupar                                             | Cesar                                      | 1260         |              |
| Montería                                               | Córdoba                                    | 1120         |              |
| Florencia (Radio Uno Florencia)                        | Caquetá                                    | 1440         |              |
| Sincelejo                                              | Sucre                                      | 1340         |              |
| Yopal (La Voz de Yopal)                                | Casanare                                   | 750          |              |
| Arauca (La Voz del Río Arauca)                         | Arauca                                     | 1110         |              |
| Riohacha (Rumba St. Riohacha)                          | La Guajira                                 |              | 93.7         |
| San Juan del Cesar (La Voz de la Provincia de Padilla) | La Guajira                                 | 1530         |              |
| Quibdó (La Voz del Chocó)                              | Chocó                                      | 1150         |              |
| Mocoa (Putumayo Stereo)                                | Putumayo                                   |              | 106.3        |
| San José del Guaviare (La Voz del Guaviare)            | Guaviare                                   | 1180         |              |
| Girardot                                               | Cundinamarca                               | 1290         |              |
| Barbosa                                                | Santander                                  | 1140         |              |
| San Gil                                                | Santander                                  | 1220         |              |
| Sogamoso                                               | Boyacá                                     | 1200         |              |
| La Dorada (Radio Uno La Dorada)                        | Caldas                                     | 1080         |              |
| Ipiales (Radio Las Lajas)                              | Nariño                                     | 1160         |              |
| Puerto Asís (Putumayo Stereo)                          | Putumayo                                   |              | 101.6        |
| Rionegro                                               | Antioquia                                  | 1370         |              |
| Apartadó                                               | Antioquia                                  | 1310         |              |
| Tuluá                                                  | Valle del Cauca                            | 1170         |              |
| Neiva (La Radio)                                       | Huila                                      | 1150         |              |
| Neiva (La F.M.)                                        | Huila                                      | 1100         |              |
| Neiva (La Cariñosa)                                    | Huila                                      | 1340         |              |
| Neiva (La Mega Stereo)                                 | Huila                                      |              | 90.3         |
| La Plata (Global Stereo)                               | Huila                                      |              | 96.8         |
| Garzón (La Reina)                                      | Huila                                      |              | 93.6         |
| Garzón (La Cariñosa)                                   | Huila                                      | 1490         |              |
| Garzón (Sabambú Fm)                                    | Huila                                      |              | 88.8         |
| Timaná (La Fiera)                                      | Huila                                      |              | 92.3         |
| Tumaco (Rumba St. Tumaco)                              | Nariño                                     |              | 91.1         |
| Granada (La voz de la Conquista)                       | Meta                                       |              | 103.3        |
| Barrancabermeja (La Cariñosa)                          | Santander                                  | 1320         |              |
| Buga (Voces del Occidente)                             | Valle del Cauca                            | 860          |              |
| Cartago (Radio Robledo)                                | Valle del Cauca                            | 1580         |              |
| Aguachica (La Voz de Aguachica)                        | Cesar                                      | 1330         |              |
| Sipí (Brisas del San Juan)                             | Chocó                                      |              | 106.3        |
| Pacho (Radio Dulce)                                    | Cundinamarca                               |              | 106.3        |

## Partnerradiostations
- Radio Mitre - Argentiniëa
- Radio Programas - Peru
- Radio Panamericana - Bolivia
- Univisión Radio - Verenigde Staten
- Cadena Radial Ecuatoriana - Ecuador
- Radio Caracas - Venezuela

## Internationale partnerbureaus
- Associated Press
- EFE